# 코르마크 오그문다르손
코르마크 오그문다르손(고대 노르드어: Kormákr Ǫgmundarson→오그문드의 아들 코르마크)은 10세기 아이슬란드의 스칼드 시인이다. 《코르마크의 사가》의 주인공이며, 이 사가에 코르마크가 지었다는 연애시들이 많이 보존되어 있다. 《시인 일람》에 따르면 그는 시구르드 흘라다야를의 궁정시인이었으며, 《시어법》에 그가 시구르드에게 지어 바쳤다는 시의 파편이 남아 있다.